# Libertarias
Libertarias è un film del 1996 diretto da Vicente Aranda.
Film drammatico spagnolo con soggetto dello stesso regista e sceneggiatura sempre di Vicente Aranda con José Luis Guarner.

## Trama
A Barcellona, nei primi giorni della rivoluzione spagnola del 1936, Maria, una giovane suora che fugge dal suo convento, si rifugia in un bordello. Quando questo sarà occupato da un gruppo di donne della milizia anarchica dell'organizzazione femminista del movimento libertario spagnolo, chiamata Mujeres Libres, le prostitute decideranno di unirsi alle rivoluzionarie. Maria le accompagnerà sul fronte dell'Ebro vicino a Saragozza, dove vivrà i rigori della Guerra Civile Spagnola combattendo contro le forze nazionaliste e cattoliche di Franco e la profonda disuguaglianza di genere che dominava la società del tempo.